# 아라시야마역 (게이후쿠 전기 철도)
아라시야마역(일본어: 嵐山駅, あらしやまえき)은 일본 교토부 교토시 우쿄구에 있는 게이후쿠 전기 철도 아라시야마 본선의 역이다. 역 번호는 A13이다.

## 역사
1929년 ~ 1944년에 걸쳐 아타고 산 철도가 아타고 산의 아타고 신사 참배 노선으로 본 역에서 발착하였다.
- 1910년 3월 25일: 아라시야마 전차 궤도의 역으로 영업 개시.
- 1918년 4월 2일: 회사 합병에 의한 교토 전등이 경영하는 아라시야마 전철역이 됨.
- 1929년 4월 12일: 역 이전. 아타고 산 철도의 아라시야마 ~ 기요타 간에 영업 개시.
- 1942년 3월 2일: 노선 양도로 인한 게이후쿠 전기 철도의 역이 됨.
- 1944년 12월 11일: 아타고 산 철도 폐지.
- 1974년 10월 1일: 여성 전용 호텔 "아라시야마 레이디스 호텔"을 역에 설치.
- 2002년
  - 6월 15일: "아라시야마 레이디스 호텔" 영업 종료.
  - 10월 26일: 상업 시설 "아라시야마 역 한나리・홋코리 스퀘어" 개업.
- 2004년 9월 18일: 역 구내에 "역의 족욕탕" 개설.
- 2007년 10월: 전면 개장.
- 2013년 3월 15일: 개찰구 철거, 승강장 장치장 연장, 화장실 개수 등의 전면 개장

## 역 구조
두단식 승강장 3면 3선의 지상역이다. 1번 선에는 하차 전용 승강장이 있고 2번 선에 도착한 열차는 3번 승강장을 하차용으로 이용한다. 3번 선은 기타노 선 직행 열차용으로 이용하는 이외에는 별로 이용되지 않는다.
1,2번 선 사이에 있는 플랫폼에는 아라시야마 온천에서 흘러나오는 "역의 족욕탕"을 설치하여 철도를 이용하고 관계 없이 이용권으로 이용 가능하다. 본 역처럼 역 구내에 족욕탕을 가진 규슈여객철도(JR 규슈) 규다이 본선 유후인역 "유후인 역 족탕" 및 한큐전철 미노오 선 미노오 역 "단풍의 족탕"과 자매 제휴 "아시유 세 자매"를 운영하고 있다[4].
역사는 3층에서, 2・3층 부분이 일본 최초의 여성 전용 호텔인 "아라시야마 레이디스 호텔"이였으나 2002년에 영업을 종료하고 선물 가게, 장아찌 가게, 음식점 등이 들어간 상업 시설 "아라시야마 역 한나리・ 홋코리 스퀘어"가 개장되어 2007년 10월에는 인테리어 디자이너 모리타 야스미치의 디자인으로 전면 개장되었다.
2013년 3월에는 다시 모리타 야스미치에 의한 디자인에서 개찰구를 철거하고, 승강장 장치장 연장, 화장실 개수 등의 전면 개장이 완성되면서 역 동쪽 출입구가 만들어졌다. 또한, 2013년 7월에는 플랫폼을 중심으로 "기모노 포레스트"라고 불리는 것을 우선으로 LED에서 투과시킨 아크릴 폴 약 600개를 죽 늘어서고, 밤에는 환상적인 분위기가 넘치게 하였다. 역 구내는 자유롭게 드나들게 된 툴리스 커피 등의 임대도 입주하고 있다.

## 역 주변
역전 도로는 도게쓰 교에서 계속 아라시야마의 중심가로 이어지고, 덴류지와 아라시야마 공원이 가깝다.
한큐전철 아라시야마 역은 도보로 약 12분, JR 사가아라시야마역, 사가노 관광 철도 도롯코사가 역은 도보로 약 10분이지만, 사가아라시야마 역과 도롯코사가 역에 대해서는 옆의 란덴사가 역 쪽이 가깝다.

## 사진

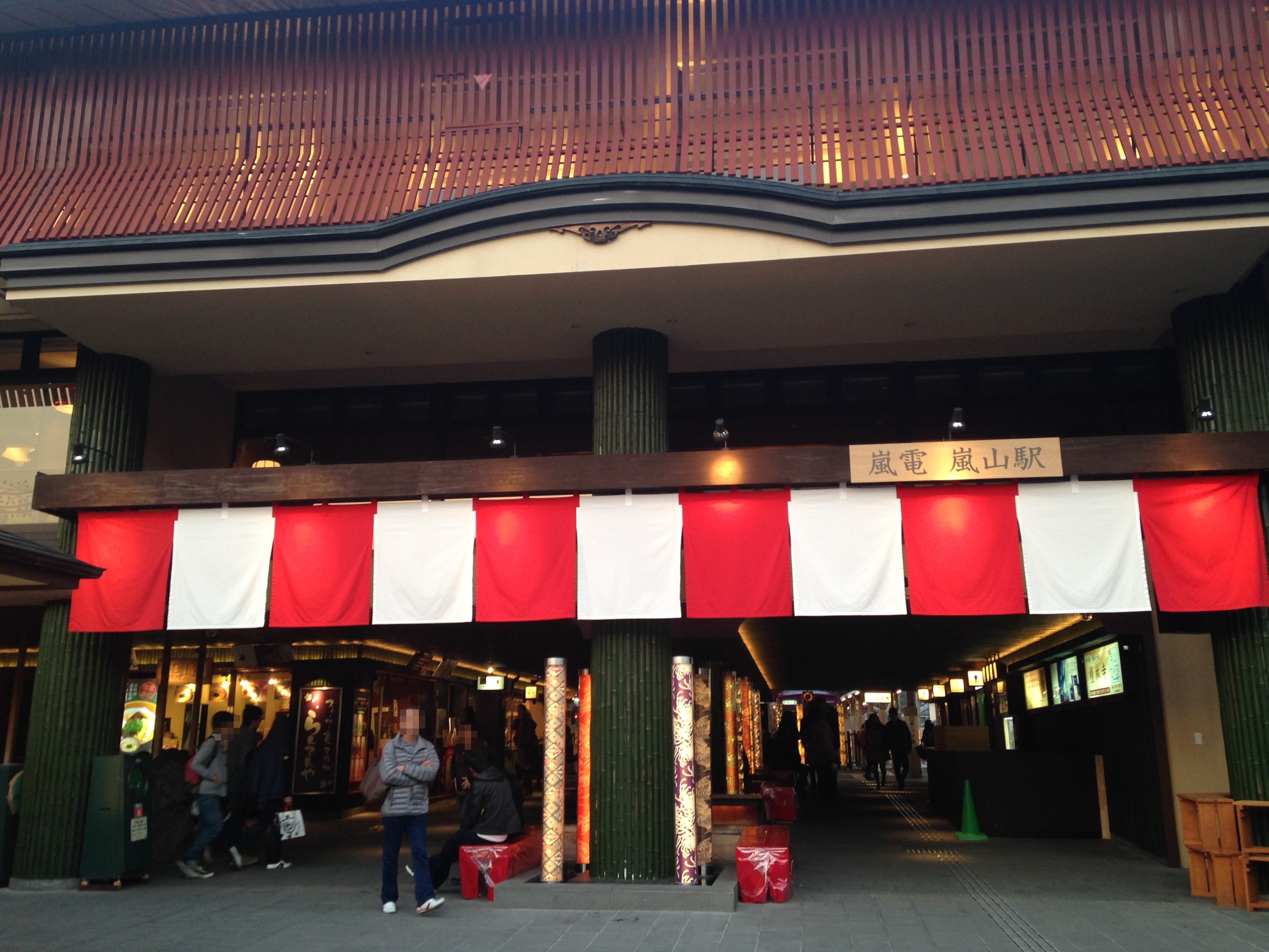
역전 모습
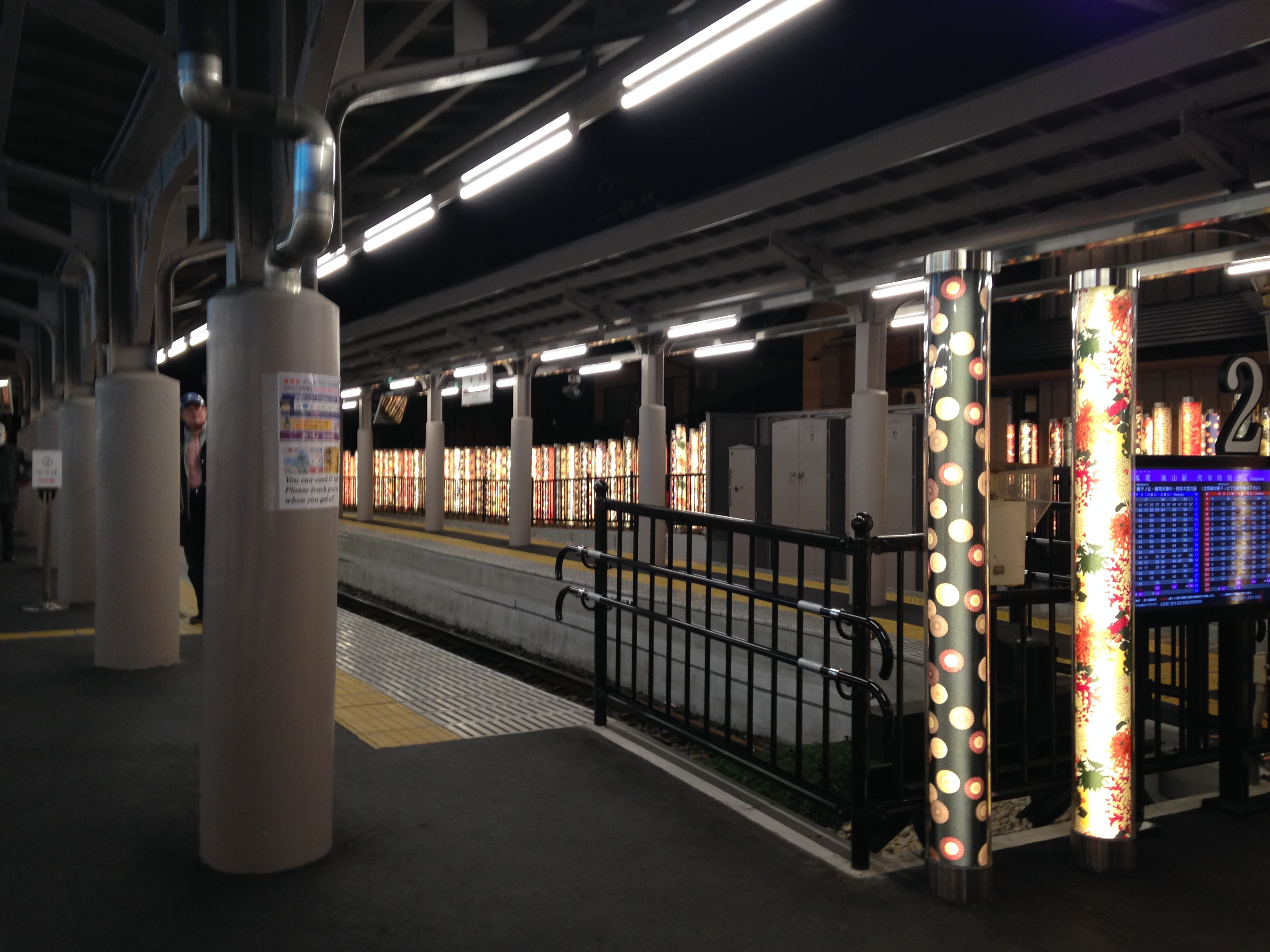
역의 야간
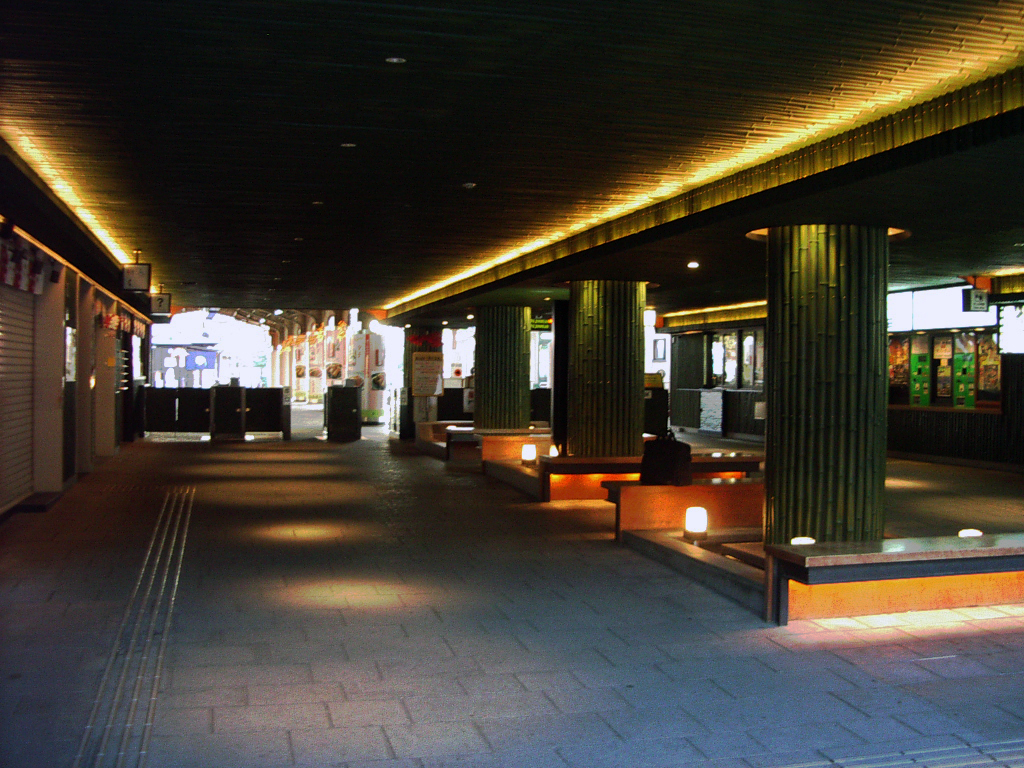
역 구내
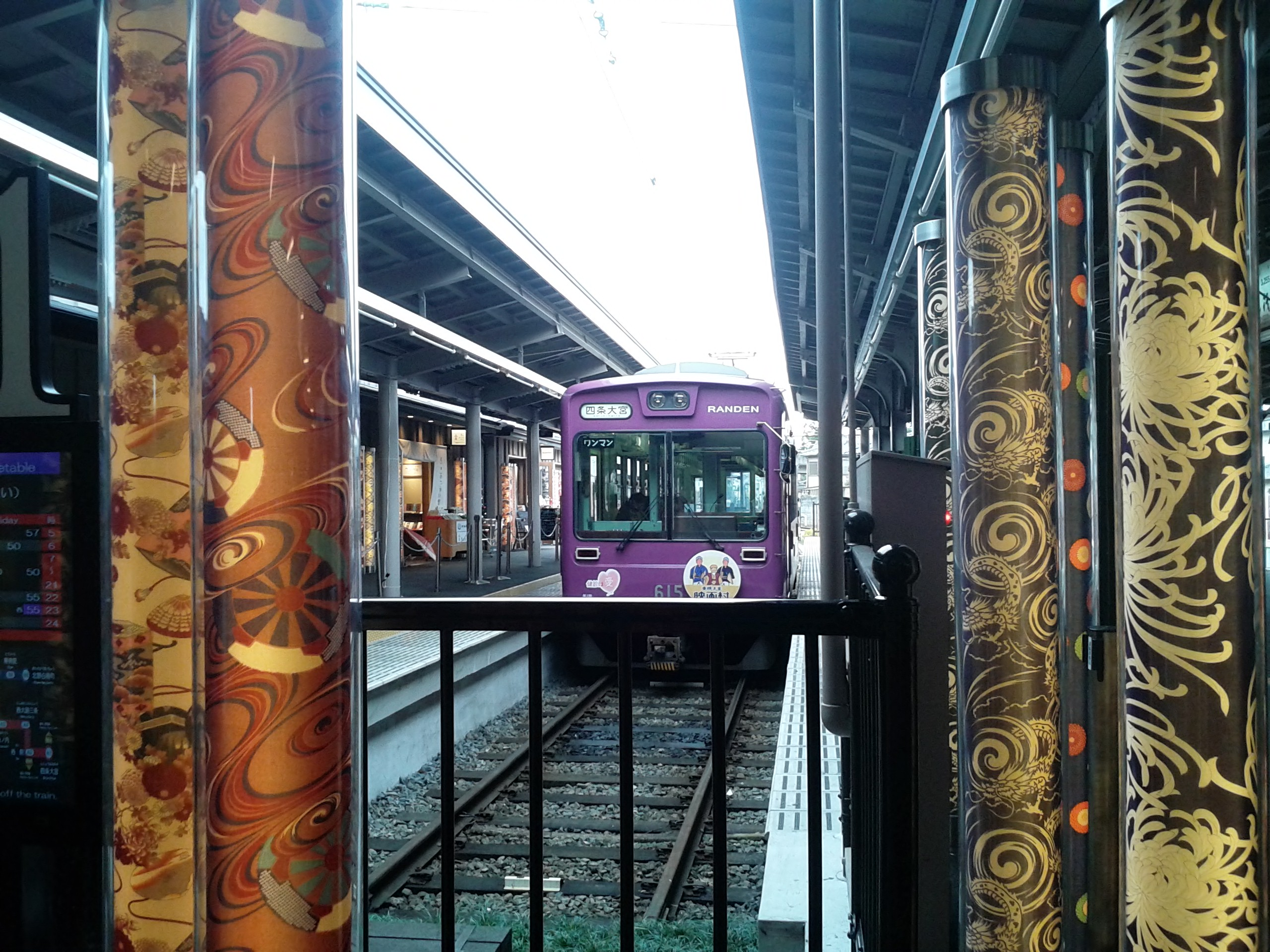
노선 종단부

## 인접역
| 게이후쿠 전기 철도 ■ 아라시야마 본선 | 게이후쿠 전기 철도 ■ 아라시야마 본선 | 게이후쿠 전기 철도 ■ 아라시야마 본선 |
| ------------------------------------ | ------------------------------------ | ------------------------------------ |
| A12 란덴사가 시조오미야 방면         |                                      | 시·종착역                            |